# Pascal Renwick
Pour les articles homonymes, voir Renwick et Pascal (prénom).
Pascal Renwick est un acteur et directeur artistique français, né le 7 décembre 1954 à Lille (Nord) et mort le 19 juillet 2006 à Champigny-sur-Marne (Val-de-Marne).
Très actif dans le doublage, il était une voix régulière en doublant notamment, à plusieurs reprises, Laurence Fishburne, Ron Perlman, Mike Starr et Fred Ward, ainsi que la première voix récurrente d'Arnold Schwarzenegger, Richard Roundtree, Hulk Hogan, Charles S. Dutton, Tony Todd, Danny Trejo, Joe Morton, Delroy Lindo et Tom Lister, Jr..
Il a également prêté sa voix à Nounours dans Bonne nuit les petits de 1994 à 1997, succédant ainsi à Jean Martinelli (mort en 1983), ainsi qu'à l'animation avec le personnage de Cesar dans La Belle et le Clochard lors de la troisième version française, Rolly dans Les Fruittis ou encore Makuta, antagoniste principal dans la trilogie Bionicle.

## Biographie

### Jeunesse
Pascal Jean-Loup Renwick naît le 7 décembre 1954 à Lille (Nord).

### Formation
De 1976 à 1978, Pascal Renwick a suivi une formation d'art dramatique au Cours Simon. Il tente ensuite à plusieurs reprises le concours du Conservatoire de Paris, sans jamais l'obtenir pour y entrer. Il décide alors de se consacrer au théâtre.

### Carrière

#### À l'écran
En 1981, il écrit et met en scène sa propre pièce de théâtre Qui a tué Betty Grant. Face au succès de la pièce, celle-ci a été diffusée sur TF1. Remarqué par l'intermédiaire de ce succès, il obtient, en 1984, son premier rôle au cinéma dans le film policier Liste noire d'Alain Bonnot puis dans le court métrage Mon inconnue de Philippe Harel, (où il retrouve Dominique Pinon et Hervé-Axel Colombel, compagnons des années Cours Simon, ainsi que Daniel Mesguish et Eva Damien).
En 1994 et 1998, il joue dans Lumière noire et Watani, un monde sans mal, deux films réalisés par Med Hondo.
En 1996, il incarne Patou dans une série de téléfilms intitulée Les Mercredis de la vie où il joue dans Baloche, aux côtés de nombreux autres comédiens : Luc Florian (Gérard Peduzzi), Jeanne Goupil (Jeanne Peduzzi), Ronny Coutteure (Robert Van Bersen), Michel Fortin (Pierrot Peduzzi), Vincent Grass (Raoul), Michel Vigné (Olive), Yolande Moreau (Jacqueline Van Bersen)…

#### En doublage
En parallèle, il reste très actif dans le doublage. Il prête notamment de manière récurrente sa voix grave si particulière à bon nombre d'acteurs comme Laurence Fishburne, qu'il a doublé à neuf reprises (dont La Couleur pourpre en 1985, Double Détente en 1988 ou encore dans la trilogie Matrix de 1999 à 2003), Ron Perlman, qu'il a doublé à huit reprises (dont La Belle et la Bête de 1987 à 1990, Police Academy : Mission à Moscou en 1994 ou La Seconde Guerre de Sécession en 1997), ainsi que Fred Ward (dans Saïgon, l'enfer pour deux flics en 1988 ou la saga Tremors en 1990 / 1996), Delroy Lindo qu'il a doublé à quatre reprises (dont Get Shorty) ou encore Arnold Schwarzenegger qu'il a doublé à trois reprises (dont le T-800 dans Terminator, avec les fameuses phrases cultes en version française). Il double aussi de manière occasionnelle Alan Rickman dans Piège de cristal (1988) ou encore Al Pacino dans Dick Tracy (1990), et aussi Götz George dans la série Schimanski.
En 1994, après une audition exigeante, Pascal Renwick est choisi pour être la « nouvelle » voix de Nounours dans Bonne nuit les petits, qu'il incarnera de 1994 à 1997,. Puis de 1995 à 2006, il prête aussi sa voix à des personnages de films d'animation comme Guile dans Street Fighter II, le film, Togusa dans Ghost in the Shell, César, le colonel canin dans La Belle et le Clochard (troisième version), le maléfique Makuta dans les films Bionicle ou encore Cétautomatix dans Astérix et les Vikings.
En 2003, lors de la sortie des suites de Matrix, interrogé sur le doublage des films, il déclare : « Matrix » a un scénario d'une intelligence extrême, il faut entrer dans le style. J'ai une texture très fatigante à travailler comme sur Nounours dans la nouvelle version de Bonne nuit les petits (1994). Sur Matrix Reloaded, il y a eu quatre semaines de doublage. Avec le directeur artistique Michel Derain, on a eu un vrai travail de composition avec des disputes gentilles. Parfois, je mettais trois heures sur une réplique… ».

### Mort
Il meurt d'une longue maladie le 19 juillet 2006 à Champigny-sur-Marne, (Val-de-Marne), à l'âge de 51 ans. Au moment de sa mort, il doublait la voix du personnage de Muse Watson dans la saison 1 de Prison Break jusqu'à l'épisode 15 intitulé In extremis, diffusé le 12 octobre 2006 en France. Pour les épisodes restants, il est remplacé par Michel Fortin.

## Théâtre
- 1981 : Qui a tué Betty Grant de et mise en scène par lui-même
- 1985 : Napalm academy de François Martelliere, représentation : Paris (France) : Point Virgule (3 avril 1985)

## Filmographie

### Cinéma
- 1984 : Liste noire d'Alain Bonnot : un inspecteur
- 1984 : Contes clandestins de Dominique Crèvecoeur : l'inspecteur
- 1984 : Mon inconnue de Philippe Harel (court métrage)
- 1994 : Lumière noire de Med Hondo : le collègue d'Yves, qui lui trouve un billet d'avion
- 1998 : Watani, un monde sans mal de Med Hondo
- 2006 : La Salle de bain d'Albert de Marie-Laure Dougnac (court métrage d'animation)

### Télévision
- 1984 : Une aventure de Phil Perfect : Timothy Pickles-Korsakoff (mini-série)
- 1986 : Léon Blum à l'échelle humaine de Pierre Bourgeade et Jacques Rutman : Vineux (téléfilm)
- 1989 : Tribunal : Alain Parisot (épisode : Sombre revanche)
- 1991 : Commissaire Moulin : Stéphane (saison 4, épisode 3 : Le Simulateur)
- 1993 : Le JAP, juge d'application des peines : Pascal Rossi (épisode 3 Le Dernier Round)
- 1996 : Les Mercredis de la vie (série de téléfilms) Baloche de Dominique Baron : Patou, le batteur (diffusé pour la première fois en août 1996 et rediffusé notamment le 18 décembre 2008 sur D8)
- 1998 : Un et un font six : Lalonde (2 épisodes)
- 2002 : Fabien Cosma : le père d'Antoine (saison 1, épisode 2 : Le Poids d'une vie)
- 2003 : Malone : (épisode 2)
- 2006 : L'Affaire Villemin : le journaliste Bourdieu (épisode 1 à 6)
- 2006 : Commissaire Valence : Paul Berthelot  (Saison 4, épisode 2)

## Doublage
Note : Les dates en italique correspondent aux sorties initiales des films auxquels Pascal Renwick a assuré le redoublage ou le doublage tardif.

### Cinéma

#### Films
- Laurence Fishburne (7 films) dans :
  - La Couleur pourpre (1985) : Swain
  - Double Détente (1988) : le lieutenant Charlie Stobbs
  - Matrix (1999) : Morpheus
  - Biker Boyz (2003) : Manuel « Smoke » Galloway
  - Matrix Reloaded (2003) : Morpheus
  - Matrix Revolutions (2003) : Morpheus
  - Assaut sur le central 13 (2005) : Marion Bishop
- Fred Ward (4 films) dans :
  - Saïgon, l'enfer pour deux flics (1988) : Dix
  - Tremors (1990) : Earl Basset
  - Y a-t-il un flic pour sauver Hollywood ? (1994) : Rocco Dillon
  - Tremors 2 : Les Dents de la Terre (1996) : Earl Basset
- Mike Starr (4 films) dans : 
  - Bodyguard (1992) : Tony
  - Mad Dog and Glory (1993) : Harold
  - Bébé part en vadrouille (1994) : Jojo Ducky (non crédité)
  - Pour l'amour de l'art (1996) : Fitzie
- Delroy Lindo (4 films) dans :
  - Get Shorty (1995) : Bo Catlett
  - Une vie moins ordinaire (1997) : Jackson
  - Fusion (2003) : Dr Ed « Braz » Brazzleton
  - Sahara (2005) : Agent Carl
- Charles S. Dutton dans :
  - Alien 3 (1992) : Dillon (scènes supplémentaires comprises)
  - Que la chasse commence (1994) : Walter Cole
  - Dans les cordes (2004) : Felix Reynolds
- Ron Perlman dans : 
  - Police Academy : Mission à Moscou (1994) : Konstantine Konali
  - L'experte (2001) : Morgan
  - Les Looney Tunes passent à l'action (2003) : un des vice-présidents ACME de Mr. Chairman
- John Witherspoon dans:
  - Friday (1995) : M. Jones
  - Next Friday (2000) : M. Jones
  - Friday After Next (2002) : M. Jones
- Joe Morton dans :
  - Ultime Décision (1996) : Cappy
  - Intrusion (1999) : Sherman Reese
  - Paycheck (2004) : Agent Dodge
- Arnold Schwarzenegger dans : 
  - Terminator (1984) : le Terminator T-800
  - Running Man (1987) : Ben Richards
- Richard Roundtree dans : 
  - Kill Point (en) (1984) : Bill Bryant
  - Seven (1995) : Dist. Atty. Martin Talbot
- Gregory Hines dans : 
  - Soleil de nuit (1985) : Raymond Greenwood
  - Ce que je sais d'elle... d'un simple regard (2000) : Robert
- Tom Lister, Jr. dans : 
  - Prison (1987) : Tiny
  - Little Nicky (2000) : Cassius
- Tim Thomerson dans :
  - Future Cop 2 (en) (1991) : Jack Deth
  - Future Cop 3 (en) (1992) : Jack Deth
- Chi McBride dans : 
  - Monsieur le député (1992) : Homer
  - Opération funky (2002) : Le Chef
- James Remar dans : 
  - Fatal Instinct (1993) : Max Shady
  - Miracle sur la 34e rue (1994) : Jack Duff
- Tony Todd dans :
  - Excessive Force (1993) : Détective Frankie Hawkins
  - Candyman 2 (1995) : Daniel Robitaille / Candyman
- Reg E. Cathey dans :
  - Danger immédiat (1994) : le sergent-major
  - The Mask (1994) : Freeze
- Danny Trejo dans : 
  - Une nuit en enfer (1996) : Razor Charlie, le barman
  - Inferno (1999) : Johnny Six Toes
- Thom Barry dans :
  - Fast and Furious (2001) : agent Bilkins
  - 2 Fast 2 Furious (2003) : agent Bilkins
- Alan Davidson dans :
  - Emprise (2001) : Brad White
  - In Hell (2003) : Malakaï
- Bruce Hopkins dans :
  - Le Seigneur des anneaux : Les Deux Tours (2002) : Gamelin
  - Le Seigneur des anneaux : Le Retour du roi (2003) : Gamelin
- Barry Shabaka Henley dans :
  - Collatéral (2004) : Daniel
  - Miami Vice : Deux flics à Miami (2006) : Castillo
- 1971[n 1] : The Big Boss : Hsiao Mi (Big Boss) (Han Ying-chieh) (2e doublage)
- 1971[n 1] : L'Apprentie sorcière : l'ours pêcheur (Dallas McKennon) (2e doublage)
- 1976[n 2] : Embryo : Dr Brink (Ken Washington)
- 1980 : Héros ou Salopards : Christiaan Botta (Russell Kiefel (en))
- 1981[n 3] : Das Boot : Philip Thomsen (Otto Sander) (2e doublage)
- 1981 : Deux Cent Mille Dollars en cavale : le pilote de l'avion (Michael Potter) et le propriétaire de la voiture vendue par le cowboy (Michael O'Hare)
- 1984 : Les Aventures de Buckaroo Banzaï à travers la 8e dimension : John Parker (Carl Lumbly)
- 1984 : Les Muppets à Manhattan : Rizzo (voix) et un policier[Qui ?]
- 1985 : Mad Max : Au-delà du dôme du tonnerre : Ironbar (Angry Anderson)
- 1985 : La Promise : le prêtre (Andy de la Tour)
- 1985 : Profession : Génie : Major Carnagle (Louis Giambalvo)
- 1985 : L'Année du dragon : Bear Siku (Gerald L. Orange)
- 1985 : L'Homme à la chaussure rouge : Cooper (Dabney Coleman)
- 1985 : Le Justicier de New York : un Policier (Mac McDonald)
- 1985 : Police Academy 2 : Mojo (Christopher Jackson)
- 1985 : Peur bleue : oncle Red (Gary Busey)
- 1985 : Lifeforce : Rawlings (Jamie Roberts)
- 1985 : Pee-Wee Big Adventure : P. W. (James Brolin)
- 1985 : Silverado : Kelly (Richard Jenkins)
- 1985 : Commando : Biggs (Greg Wayne Elam)
- 1985 : Enemy : Chavo (Colin Gilder)
- 1985 : Les Chester en Floride : Dan Gardner, le propriétaire de la première maison (Dick Anthony Williams)
- 1986 : Highlander : Dugal MacLeod (Billy Hartman)
- 1986 : Crocodile Dundee : Neville Bell (David Gulpilil)
- 1986 : Hannah et ses sœurs : Dr Brooks (Stephen de Fluiter)
- 1986 : Mosquito Coast : Francis Lungley (Michael Rogers)
- 1986 : Platoon : Rhah (Francesco Quinn)
- 1986 : Le Flic était presque parfait : Abe Washington (Cleavant Derricks)
- 1986 : Le Soleil en plein cœur : Nick Stenning (Jack Thompson)
- 1986 : Allan Quatermain et la Cité de l'or perdu : Agon (Henry Silva)
- 1986 : Jumpin' Jack Flash : Mark Van Meter (Jeroen Krabbé)
- 1986 : La Brûlure : Arthur Siegel (Richard Masur)
- 1986 : Golden Child : L'Enfant sacré du Tibet : l'inspecteur Boggs (Wally Taylor)
- 1986 : Mona Lisa : Anderson, le maquereau (Clarke Peters)
- 1986 : Nola Darling n'en fait qu'à sa tête : Prétendant n°3 (Erik Dellums), Prétendant n°8 (Ernest R. Dickerson) et Prétendant n°10 (Fab Five Freddy)
- 1987 : RoboCop : Miller (Mark Carlton)
- 1987 : Le Flic de Beverly Hills 2 : Inspecteur Todd (Gil Hill)
- 1987 : Over the Top : Le Bras de fer : Grizzly (Bruce Way), le gardien d'entrée[Qui ?] et un arbitre[Qui ?]
- 1987 : Nadine : Dwight Estes (Jay Patterson)
- 1987 : Liaison fatale : Jimmy (Stuart Pankin)
- 1987 : Le Proviseur : Victor Duncan (Michael Wright)
- 1987 : La Bamba : The Big Bopper (Stephen Lee)
- 1987 : La Joyeuse Revenante : Dr Scanlon (Gabriel Byrne)
- 1987 : La Loi du désir : le 1er inspecteur (Fernando Guillén)
- 1987 : Homicide à Wall Street (en) : Hamberger (Billy Dee Williams)
- 1988 : Parle à mon psy, ma tête est malade : George Maitlin (Charles Grodin)
- 1988 :  Biloxi Blues : Sergent (Dave Klenzie)
- 1988 : Piège de cristal : Hans Gruber (Alan Rickman)
- 1988 : La Dernière Tentation du Christ : Ponce Pilate (David Bowie)
- 1988 : Moonwalker : le metteur en scène colérique animé[Qui ?]
- 1988 : Mississippi Burning : l'agent Monk (Badja Djola)
- 1988 : Toutes folles de lui : Wayne Hisler (Paul Gleason)
- 1989 : Karaté Kid 3 : Terry Silver (Thomas Ian Griffith)
- 1989 : Cyborg : Fender Tremolo (Vincent Klyn)
- 1989 : Do the Right Thing : Coconut Sid (Frankie Faison)
- 1989 : Sexe, Mensonges et Vidéo : John Mullany (Peter Gallagher)
- 1989 : Turner et Hooch : le Gérant du motel (Ernie Lively)
- 1989 : Les Nuits de Harlem : le joueur édenté (Ji-Tu Cumbuka)
- 1989 : Slipstream : Le Souffle du futur : le père d'un enfant aveugle (Eris Akman) et Avatar (Ben Kingsley)
- 1990 : Think Big (en) : Rafe (Peter Paul)
- 1990: RoboCop 2 : le vendeur de hot-dogs (Wayne Dehart) et l'un des membres d'un gang qui dévalise l'armurerie au début du film (Carl Ciarfalio)
- 1990 : Dark Angel : Talec (Matthias Hues)
- 1990 : L'Échelle de Jacob : Frank  (Eriq La Salle)
- 1990 : Jours de tonnerre : Tim Daland (Randy Quaid)
- 1990 : Chacun sa chance : Tom O'Toole (Nick Nolte)
- 1990 : Dick Tracy : Big Boy Caprice (Al Pacino)
- 1990 : Papa est un fantôme : Elliot Hopper (Bill Cosby)
- 1990 : La Quatrième Guerre : le lieutenant-colonel Clark (Tim Reid)
- 1990 : Le Flic de Miami : Frederick J. Frenger Jr. (Alec Baldwin)
- 1990 : Mo' Better Blues : Shadow Henderson (Wesley Snipes)
- 1990 : Désigné pour mourir : Raoul, un trafiquant de drogue  (Joe Renteria)
- 1990 : L'Exorciste, la suite : Stedman (George DiCenzo)
- 1991 : Fenêtre sur Pacifique : Greg (Luca Bercovici (en))
- 1991 : La Manière forte : un des voyous noirs tuyautant Moss
- 1991 : Jungle Fever : Gator Purify (Samuel L. Jackson)
- 1991 : The Rocketeer : agent Fitch (Ed Lauter)
- 1991 : Rage in Harlem : Kathy (Zakes Mokae)
- 1991 : Beignets de tomates vertes : Grady Kilgore (Gary Basaraba)
- 1991 : Bienvenue au club : Monte (Tom Waits)
- 1991 : Barton Fink : Détective Deutsch (Christopher Murney)
- 1991 : Killer Instinct : Harley Stone (Rutger Hauer)
- 1991 : Un homme fatal : Frank (Eric Roberts)
- 1991 : Un privé en escarpins : Horton Grafalk  (Frederick Coffin)
- 1992 : Sister Act : le lieutenant Eddie Souther (Bill Nunn)
- 1992 : Freejack : Vacendak (Mick Jagger)
- 1992 : Les Aventures d'un homme invisible : Morrissey (Pat Skipper)
- 1992 : Le Dernier des Mohicans : Uncas (Eric Schweig)
- 1992 : Arrête ou ma mère va tirer ! : l'armurier (Richard Schiff)
- 1992 : Article 99 : Luther Jermoe (Keith David)
- 1992 : Twin Peaks: Fire Walk with Me : agent Chester Desmond (Chris Isaak)
- 1992 : Malcolm X : Earl Little (Tommy Hollis)
- 1992 : Mr. Baseball : Max « Hammer » Dubois (Dennis Haysbert)
- 1992 : Toys : capitaine Patrick Zevo (LL Cool J)
- 1992 : Les Pilleurs : Officier Reese (James Pickens Jr.)
- 1992 : Le Temps d'un week-end : Manny (Gene Canfield)
- 1993 : Les Princes de la ville : Magic Mike (Victor Rivers)
- 1993 : L'Avocat du diable : Phil Garson (Stephen Lang)
- 1993 : Le Bazaar de l'épouvante : shérif Alan Pangborn (Ed Harris)
- 1993 : Super Mario Bros. : Iggy (Fisher Stevens)
- 1993 : L'Extrême Limite : Tony Dio (Tony Lo Bianco)
- 1993 : Cliffhanger : Traque au sommet : agent fédéral Mathesen (Vyto Ruginis)
- 1993 : Soleil levant : Tom Graham (Harvey Keitel)
- 1993 : Un père en cavale : Jerry (Michael Ironside)
- 1993 : Feu sur l'Amazone : Valdez (Jorge Garcia Bustamante)
- 1993 : Hocus Pocus : Les Trois Sorcières : le chauffeur de bus (Don Yesso)
- 1993 : CB4 : Gusto (Charlie Murphy)
- 1994 : Guet-apens : Rudy Travis (Michael Madsen)
- 1994 : Le Client : Harry Bono (William Richert)
- 1994 : Forrest Gump : un membre des Black Panthers (Kevin Davis)
- 1994 : The Shadow : Tulku (Brady Tsurutani)
- 1994 : Wyatt Earp : Doc Holliday (Dennis Quaid)
- 1994 : Les trois ninjas contre-attaquent : l'arbitre du match de baseball (Don Stark)
- 1994 : Le Journal : Wilder (Jack McGee)
- 1995 : Judge Dredd : Mean Machine Angel (Christopher Adamson)
- 1995 : Pilotes de choix : le lieutenant Glenn (Courtney B. Vance)
- 1995 : Les Légendes de l'Ouest : Head Thug Pug  (Jared Harris)
- 1995 : Crying Freeman : Koh (Byron Mann)
- 1995 : Showgirls : Al Torres (Robert Davi)
- 1995 : Cruel Jaws : le mafieux (Dana Paul)
- 1996 : The Substitute de Robert Mandel : Hollan (William Forsythe)
- 1996 : Striptease : Shad (Ving Rhames)
- 1996 : Larry Flynt : un photographe (Stephen Dupree)
- 1996 : La Femme du pasteur : Britsloe (Lionel Richie)
- 1997 : La Dernière Cavale : un homme de Monsieur (Roland Ripoll)
- 1997 : Gridlock'd : D-Reper (Vondie Curtis-Hall)
- 1997 : Les Ailes de l'enfer  : William « Billy le barge » Bedford (Nick Chinlund)
- 1997 : Le Cinquième Élément : voix au téléphone de Finger
- 1997 : The End of Violence : Mike Max (Bill Pullman)
- 1997 : Flubber : Wesson (Ted Levine)
- 1997 : Le Nouvel Espion aux pattes de velours : Rollo, le garagiste (Mark Christopher Lawrence)
- 1998 : Arnaques, Crimes et Botanique : Barry le baptiste (Lenny McLean)
- 1998 : Magic Warriors : Chi, le guerrier du feu (J. Todd Adams)
- 2000 : Fréquence interdite : Satch De Leon (Andre Braugher)
- 2000 : Blanc comme l'enfer : Jack Calloway (Kene Holliday)
- 2000 : Le Plus Beau des combats : Charles Campbell (Afemo Omilami)
- 2000 : Road Trip : le professeur Anderson (Wendell B. Harris Jr. (en))
- 2001 : Glitter : Guy Richardson (Dorian Harewood)
- 2001 : Jason X : Dieter Perez (Robert A. Silverman)
- 2001 : Replicant : Jake Riley (Michael Rooker)
- 2001 : The Score : Burt (Gary Farmer)
- 2002 : Shaolin Soccer : Tête de fer (Yut Fei Wong)
- 2003 : Bronx à Bel-Air : Widow (Steve Harris)
- 2003 : The Fighting Temptations : Miles Smoke (Steve Harvey)
- 2003 : Intolérable Cruauté : Gus Petch (Cedric The Entertainer)
- 2003 : Freddy contre Jason : Freddy Krueger (Robert Englund)
- 2003 : Destination finale 2 : Eugène Dix (T.C. Carson (en))
- 2004 : Alamo : sergent William Ward (Leon Rippy)
- 2004 : Blade: Trinity : le chef Martin Vreede (Mark Berry)
- 2004 : Ray : King Bee (Kyle Scott Jackson)
- 2004 : Starsky et Hutch : Leon (Jernard Burks)
- 2004 : Van Helsing : la Créature de Frankenstein (Shuler Hensley)
- 2005 : Baby-Sittor : le vice-proviseur Murney (Brad Garrett)
- 2005 : Rencontre à Elizabethtown : Rusty (Jim Fitzpatrick)
- 2005 : Shérif, fais-moi peur : le flic du campus #1 (Jay Chandrasekhar)

#### Films d'animation
- 1955[n 4] : La Belle et le Clochard : César (3e doublage)
- 1969[n 5] : Le Chat Botté : le Méchant Ogre et le chef des souris (2e doublage, 1er voix)
- 1977[n 6] : Bugs Bunny : Joyeuses Pâques (en) : Barbe-Noire Martin
- 1981[n 7] : Le Monde fou, fou, fou de Bugs Bunny : le Grand Méchant Loup (2e doublage)
- 1982[n 8] : La Dernière Licorne : le chat
- 1983[n 9] : Golgo 13: The Professional : Leonard Dawson (1er doublage)
- 1989[n 1] : Le Petit Dinosaure et la Vallée des merveilles : Plocus (2e doublage)
- 1989[n 10] : Patlabor, le film : Shinshi, Isao Ohta, Hiromi Yamazaki, Jitsuyama et le détective Matsui
- 1991 : Homère le roi des cabots : Rocky
- 1993 : L'Étrange Noël de Monsieur Jack : Loup-garou
- 1993 : Les Quatre Dinosaures et le Cirque magique : Big
- 1993[n 11] : Patlabor 2 : Isao Ohta, le détective Matsui et Jitsuyama
- 1994 : Felidae : Pr Prétérius
- 1995 : Street Fighter II, le film : Guile
- 1995[n 12] : Ghost in the Shell : Togusa
- 1996 : Charlie 2 : Carcasse
- 1998 : La Mouette et le Chat : Raffreux
- 1999 : Jin-Roh, la brigade des loups : Bunmei Muroto
- 1999 : Les Muppets dans l'espace : l'ours Rentro
- 1999 : Elmo au pays des grincheux : Macaron
- 2000 : Titi et le Tour du monde en 80 chats : Le colonel Rimfire
- 2001 : Gloups ! je suis un poisson : Le requin
- 2001 : La Belle et le Clochard 2 : César
- 2002 : La Planète au trésor, un nouvel univers : Scroop
- 2002 : L'Âge de glace : Carl, le rhinocéros
- 2003 : Les Énigmes de l'Atlantide : Le capitaine Mantell
- 2003 : Bionicle : Le Masque de Lumière : Makuta
- 2003 : Le Livre de la jungle 2 : voix additionnelles
- 2004 : La ferme se rebelle : Bob, le taureau
- 2004 : Bionicle 2 : Les Légendes de Metru Nui : Makuta
- 2005 : Le Fil de la vie : Ghrak
- 2005 : Chicken Little : Hollywood Boulard
- 2005 : Tom et Jerry : Destination Mars : le commandant Bristle
- 2006 : Astérix et les Vikings : Cétautomatix
- 2006 : The Wild : Scraw, le vautour

### Télévision

#### Téléfilms
- Laurence Fishburne dans :
  - La Couleur du sang (1997) : Caleb Humphries
  - La rage de survivre (en) (1998) : Socrates Fortlow
- Hulk Hogan dans :
  - Les Guerriers de l'ombre (1997) : Matt McBride
  - Les Guerriers de l'ombre 2 (1999) : Matt McBride
- Ron Perlman dans :
  - La Seconde Guerre de Sécession (1997) : Alan Manieski
  - Mon ami Sam (2000) : Charles Burden
- 1986 : Gladiator : Joe Barker (Stan Shaw)
- 1986 : Cause non officielle (en) : Eddie (Dee McCafferty)
- 1987 : Queenie : l'oncle Morgan (Leigh Lawson)
- 1988 : Au nom de la foi : Alex Romero (Shawn Elliott)
- 1989 : La Preuve par 9 mm : Maurice Childress (Wayne Dehart) et Matt Winslow (Drake Sachs)
- 1990 : Justice aveugle : le shérif adjoint Lawrence Jones (Grand L. Bush)
- 1991 : Au cœur du rapt : Jack Bauer (Robert Urich)
- 1992 : Doute Cruel (en) : Frank Johnson (Ben Masters)
- 1993 : Les parents que j'ai choisis : George Russ (Bill Smitrovich)
- 1993 : Malveillance : l'officier Ted Campbell (Daniel von Bargen)
- 1994 : Les Révoltés d'Attica : Jamaal (Samuel L. Jackson)
- 1994 : De l'autre côté de l'amour (en) : Dennis Yaklich (Brad Johnson)
- 1994 : Chasseur de sorcières : le sénateur Larson Crockett (Eric Bogosian)
- 1995 : Le Sang du frère : Tom Bradley/Bob Bradley (John Lithgow)
- 1996 : Randonnée à haut risque : Frank Cacey (Peter Onorati)
- 1997 : Le justicier braque la mafia : Yannis Ivanov (David Hemblen)
- 1997 : Cavale criminelle : le shérif Madsen (Bill Murphy)
- 1997 : Cavale sans retour : Gil Oberman (Richard Roundtree)
- 1997 : Un silence de mort : le FBI Special Agent Henry Lebow (Blu Mankuma)
- 1998 : Je t'ai trop attendue : Ted Rankin (Tom Dugan)
- 1998 : Belle arnaqueuse : Charlie Hayes (Lionel Mark Smith)
- 1999 : La Ferme des animaux : M. Jones (Pete Postlethwaite)
- 1999 : Judgment Day : le frère Clarence (Tom Lister, Jr.)
- 2002 : Le Vampire de Whitechapel : Dr Chagas (Neville Edwards)
- 2002 : Le Roman d'un condamné : Charles Henderson (Obba Babatundé)
- 2003 : À l'ombre des souvenirs : Jesse Syms (David Jean Thomas)
- 2003 : 44 minutes de terreur : Frank McGregor (Michael Madsen)
- 2003 : Jasper, Texas : Walter Diggles (Joe Morton)
- 2004 : The Last Ride : Darryl Kurtz (Fred Ward)
- 2004 : La Mutante 3 : Wasach (Michael Warren)
- 2006 : New York Volcano : le maire (William S. Taylor)

#### Séries télévisées
- Tony Todd dans :
  - Star Trek : La Nouvelle Génération (1990-1991) : Klingon Commander Kurn (3 épisodes)
  - Star Trek: Deep Space Nine (1996) : Capitaine Kurn / Rodek (saison 4, épisode 15)
  - Smallville (2001) : Earl Jenkins (saison 1, épisode 8)
  - Esprits criminels (2005) : Eric Miller (saison 1, épisode 7)

- Danny Trejo dans :
  - Alerte à Malibu (1991) : Carlos Urueta (saison 2, épisode 6)
  - Monk (2004) : Spydey Rudner (saison 2, épisode 16)
  - Desperate Housewives (2005) : Hector Ramos (saison 2, épisode 8)

- Harold Sylvester dans :
  - Si c'était demain (1986) : Al
  - Arabesque (1987) : Blaster Boyle (saison 3, épisode 16)

- Ron Perlman dans :
  - La Belle et la Bête (1987-1990) : Vincent (55 épisodes)
  - Le Retour des Incorruptibles (1994) : Snake (saison 2, épisode 3)

- Terry O'Quinn dans :
  - JAG (1995-2002) : l'amiral Thomas Boone (10 épisodes)
  - New York, section criminelle (2004) : Gordon Buchanan (saison 3, épisode 14)

- M. C. Gainey dans :
  - Lost : Les Disparus (2005) : Tom (1re voix, saisons 1 et 2)
  - Desperate Housewives (2006) : Claude (saison 2, épisode 20)

- 1966-1971 : Papa Schultz : le sergent James « Kinch » Kinchloe (Ivan Dixon) et le sergent Richard Baker (Kenneth Washington) (2e voix)
- 1967-1975 : L'Homme de fer : Mark Sanger (Don Mitchell) (2e voix)
- 1976-1978 : Les Têtes brûlées : l'adjudant Andrew « Andy » Miklin (Red West) (doublage en alternance avec Alain Dorval)
- 1977 : Les Rues de San Francisco : Josef Schmidt (Arnold Schwarzenegger) (saison 5, épisode 20)
- 1980-1981 : Côte Ouest : Earl Trent (Paul Rudd II) (3 épisodes)
- 1981 : Arnold et Willy : Woody (Michael Cavanaugh) (saison 3, épisodes 1 et 2)
- 1981 : Schimanski : Horst Schimanski (Götz George)
- 1982-1984 : Matt Houston : Too Mean Malone (Rockne Tarkington)
- 1984-1985 : Espion modèle : Rick (Mykelti Williamson)
- 1984-1995 : Arabesque : Un Docteur (Raymond St. Jacques) (épisode pilote), Eddie Walters puis le sergent Vince Lofton (Stan Shaw) (3 épisodes), Sergent Davis puis Chef Morton P. Drock (John Schuck) (2 épisodes), Thornton Bentley (Brock Peters) (saison 2, épisode 13), le shérif Claudel Cox (Dorian Harewood) (saison 2, épisode 15), Lieutenant Tad Travis (David Spielberg) (saison 2, épisode 20), Ernie Dolan (Stephen Young) (saison 7, épisode 4), Agent James Whitman (Julian Christopher (en)) (saison 9, épisode 13), David Salt (Phil Morris) (saison 10, épisode 5) et Cal Harding (Bo Svenson) (saison 12, épisode 3)
- 1985 : K 2000 : Charles Zurich (Ron O'Neal) (saison 4, épisode 4)
- 1985 : Rick Hunter : Wes Cabano (Brett Baxter Clark) (saison 1, épisode 16), Sonny Zajak (Vernon Wells) (saison 2, épisode 13) et Jerome Typhoon Thompson (Isaac Hayes) (saison 2, épisode 22)
- 1985-1991: MacGyver : Lucien Trumbo (David Ackroyd) (saison 1, épisode 6), le Révérend Roy Thatcher (Beau Billingslea (en)) (saison 5, épisode 20), R.T Hines (Richard Roundtree) (saison 6, épisode 1), Frank Colton (Cleavon Little) (saison 7, épisode 5) et Concasseur (Thomas Mikal Ford (en)) (saison 7, épisode 6)
- 1986 : L'Agence tous risques : Hulk Hogan (Hulk Hogan) (2 épisodes), Rick James (Rick James) et le fossoyeur (Ji-Tu Cumbuka) (saison 4, épisode 6), Jason Duke (Rick Fitts) (saison 4, épisode 17)
- 1986 : Shaka Zulu : Shaka Zulu (Henry Cele) (10 épisodes)
- 1986-1987 : Supercopter : Jason Locke (Anthony Sherwood) (24 épisodes), John Bradford Horn (Richard Lynch) (saison 3, épisode 1) et Noble Flowers (Lance LeGault) (saison 3, épisode 13)
- 1987 : Perry Mason : Harlan Wade (Robert Guillaume) (épisode 7 L'Affaire des feuilles à scandales)
- 1988 : Jack l'Éventreur : George Lusk, le président du Comité des vigiles de Whitechapel (Michael Gothard) (mini-série en 2 épisodes)
- 1988 : Le Secret du Sahara : Lieutenant Riker (David Soul)
- 1988-1990 : Freddy, le cauchemar de vos nuits : Freddy Krueger (Robert Englund)
- 1989 : Mariés, deux enfants : L'Ange gardien (Sam Kinison) (saison 4, épisode 11 et 12)
- 1990 : Twin Peaks : Phillip Gerard (Al Strobel) et Windom Earle (Kenneth Welsh) (10 épisodes)
- 1991 / 1993 : Les Contes de la crypte : Luigi « Lou » Paloma (Bruce McGill) (saison 3, épisode 3) et Dalton (Roger Daltrey) (saison 5, épisode 3)
- 1991 et 1994 : Le Prince de Bel-Air : lui-même (Evander Holyfield) (saison 1, épisode 15), Lou Smith, le père de Will (Ben Vereen) (saison 4, épisode 24) et lui-même (Don Cornelius) (saison 5, épisode 8)
- 1992 : Columbo : David Kincaid (Stephen Macht) (saison 8, épisode 3)
- 1992 : SOKO Section Homicide : Manfred « Manne » Brand (Hartmut Schreiber)
- 1993-1995 : New York Police Blues : Hector « Poppy » Martinez, le père de James (Luis Guzmán) (saison 1, épisodes 5 et 9) et Capitaine Hauser (Vic Polizos (en)) (saison 2, épisode 19)
- 1993 et 1996 : Alerte à Malibu : Wiley Brown (Trevor Goddard) (saison 3, épisode 22) et lui-même (Ric Flair) (saison 6, épisode 15)
- 1993-1998 : Une maman formidable : Jimmy Kelly (Geoff Pierson) (31 épisodes)
- 1994 : RoboCop : Smith (Richard Comar)
- 1994-1996 : Les Incroyables Pouvoirs d'Alex : M. Alvarado (J. D. Hall) (5 épisodes)
- 1995 : Xena, la guerrière : Hector (Stephen Hall) (saison 1, épisode 1)
- 1995 : Melrose Place : Sarge (Harrison Page) (saison 3, épisode 27 et 28)
- 1996 : New York, police judiciaire : Simon Brooks (Isiah Whitlock Jr.) (saison 6, épisode 12)
- 1997 : Beverly Hills 90210 : l'inspecteur Woods (Robert Gossett) (4 épisodes)
- 1997 : Los Angeles Heat : Cage (Ice-T) (saison 1, épisode 10)
- 1997 : Vingt Mille Lieues sous les mers : Cabe Attucks (Adewale Akinnuoye-Agbaje)
- 1997-2003 : The Practice : Bobby Donnell et Associés : le juge Wilcox (Richard McGonagle) (16 épisodes) et le juge Seymore Walsh (Albert Hall) (5 épisodes)
- 1998 : Walker, Texas Ranger : Stan Gorman (R. D. Call) (saison 5, épisode 22)
- 1998-1999 : The Crow : l'inspecteur Albrecht (Mark Gomes) (22 épisodes)
- 1999 : Les Anges du bonheur : Lonnie / Gregory (Titus Welliver) (saison 6, épisode 6)
- 2000 : Le Caméléon : Leonard (Thom Barry) (saison 4, épisode 17)
- 2000 : Farscape : Cargn (Nicholas McKay) (5 épisodes) (voix)
- 2000 : Le Dixième Royaume : le gouverneur de la prison (John Shrapnel) (3 épisodes)
- 2000-2002 : Buffy contre les vampires : Adam (George Hertzberg) (9 épisodes)
- 2001 : Un cas pour deux : le propriétaire du bar (Hartmut Schreier) (saison 21, épisode 8)
- 2001 : Les Experts : Dr. Philip Kane (Reginald VelJohnson) (saison 1, épisode 17 et 19)
- 2002 : Aux portes du cauchemar : R. L. Stine (James Avery) (12 épisodes)
- 2002-2004 : Sur écoute : l'inspecteur William « Bunk » Moreland (en) (Wendell Pierce) (1re voix, saisons 1 à 3)
- 2002 : Les Experts : Gerry Barone (Ron Canada (en)) (saison 3, épisode 7)
- 2003 : New York, unité spéciale : Michael Baxter (Stephen Lang) (saison 5, épisode 11)
- 2003 : The Shield : William (Roy Fegan (en)) (saison 2, épisode 12)
- 2004-2005 : Deadwood : Al Swearengen (Ian McShane) (1re voix, saisons 1 et 2)
- 2004-2005 : The L Word : Melvin Porter (Ossie Davis) (4 épisodes)
- 2004-2006 : La Pire Semaine de ma vie : Fraser Cook (Ronald Pickup) (13 épisodes)
- 2004-2006 : Stargate Atlantis : Steve et un Wraith (James Lafazanos) (15 épisodes)
- 2005 : Prison Break : Charles Westmoreland (Muse Watson) (1re voix, saison 1)
- 2005 : Matrioshki : Le Trafic de la honte : Danny Bols (Manou Kersting (nl))
- 2005 : New York,  cour de justice : Rex da Silva (Clarke Peters) (saison 1, épisode 6)
- 2006 : Newport Beach : Henry Griffin (Shaun Duke) (4 épisodes)
- 2006 : Ghost Whisperer : l'entraîneur de boxe [Qui ?] (saison 1, épisode 11)
- 2006 : Dr House : le sénateur Gary H. Wright (Joe Morton) (saison 1, épisode 17)
- 2006 : Preuve à l'appui : le colonel Wirth (Ernie Hudson) (saison 5, épisode 12)

#### Séries d'animation
- 1984[n 13] : Les Muppet Babies : Gonzo (1re voix)
- 1986 : SOS Fantômes : Raymond Stantz
- 1986 : Rambo : le colonel Samuel Trautman
- 1987 : G.I. Joe : Héros sans frontières : Duke et Zartan
- 1987 : Il était une fois... la Vie : Le Gros et Hémo ; le Teigneux (4e voix de remplacement)
- 1987 : Rahan, fils des âges farouches : Zuma (épisode 9) et Arok (épisode 18)
- 1991 : Les Fruittis : Rolly, l'ananas
- 1992 : X-Men : le père de Jubilee, Sentinelles et le sénateur Kelly
- 1992-1993 : Myster Mask : Robotic / Fenton Crackshell
- 1992 : Le Marsupilami : Norman le braconnier
- 1993 : Conan l'Aventurier : Windfang, Skulkur, Ram-Amon (épisode 17), Gorah (2e voix, épisodes 35 et 42), le narrateur (épisodes 42, 46, 51, 52 et 53), Epemitrius (épisodes 64 et 65) et Astivus (épisode 65)
- 1993 : La Légende de l'Île au trésor : Long John Silver
- 1994-1997 : Bonne nuit les petits (4e série) : NOUNOURS
- 1994-1995 : Animaniacs : Michel-Angelo (épisode 4) et Satan[n 14] (saison 1, épisode 30)
- 1995 : Spirou : un Conquistador (épisode 42)
- 1996 : Flash Gordon : l'Empereur Ming
- 1996 : 3x3 Eyes : Fuji (OAV 1 et 2)
- 1996 : Les Muppets : Animal
- 1996 : Crying Freeman : Koh
- 1997 : Superman, l'Ange de Metropolis : Lobo
- 1997 : Mighty Ducks : Ricky Lumbago et Daddy-O Cool
- 1998 : Le Livre de la jungle, souvenirs d'enfance : Jed, Whitehood et Kaine
- 1998 : Les Aventures des Pocket Dragons : Hukamuk le troll
- 1998 : Bob Morane : Gara (épisode 3)
- 1999 : Batman, la relève : le chef de Kobra (épisode 47)
- 1999-2001 : Les 101 Dalmatiens, la série : le Colonel, Peter le Persan (épisode 3) et Vlad (épisode 12)
- 1999 : Animutants : Optimus Primal et Quickstrike
- 2001 : Time Squad, la patrouille du temps : Max Matamore
- 2001 : La Légende de Tarzan : Ian McTeague
- 2002 : Xcalibur : Wolf
- 2002 : Kim Possible : Motor Ed (1re voix) / le professeur Dementor (1re voix) et Grand Papa Petit Cousin (1re voix)
- 2003 : Zentrix : Zeus
- 2004-2005 : Duck Dodgers : Canasta
- 2005 : Star Wars: Clone Wars : le général Grievous
- 2005 : Avatar, le dernier maître de l'air : le chef Arnook et Koh, le voleur de visages
- 2006 : Keroro, mission Titar : Giroro (1er doublage)
- 2006 : La Ligue des justiciers : Captain Boomerang (2e voix, épisode 82)
- 2006 : Mes parrains sont magiques : Doug Dimmadome (à partir de la saison 5, épisode 12 - 2e voix[n 15])

### Jeux vidéo
- 1999 : Kingpin: Life of Crime : Thug
- 1999 : Dungeon Keeper 2 : le conseiller
- 2000 : American McGee's Alice : Bredoulocheux
- 2000 : MediEvil II : Lord Palethorn
- 2000 : Bonne nuit les petits : Nounours
- 2001 : Original War : John Macmillan
- 2003 : XIII : Carrington
- 2003 : Dynasty Warriors 4 : Zhang Fei, Dong Zhuo
- 2003 : Jak II : Hors-la-loi : Pecker, Sig
- 2003 : Astérix et Obélix XXL : Cétautomatix[9]
- 2004 : Transformers : Optimus Prime[10]
- 2004 : Jak 3 : Pecker, Sig
- 2005 : Jak X : Pecker, Sig
- 2005 : God of War : Arès, le Dieu de la Guerre
- 2005 : Fahrenheit : l'oracle
- 2005 : Chicken Little : Hollywood « Boulard »
- 2005 : The Matrix: Path of Neo : Morpheus
- 2006 : ParaWorld : Babbit

### Direction artistique
Film d'animation
- 1999 : Le Chat botté

Séries télévisées
- 2000-2004 : Muchas Garcias (en)
- 2004-2005 : Six Feet Under (saisons 4 et 5)
- 2005 : Point Pleasant, entre le bien et le mal

## Habillage radio
Successivement voix des radios régionales Vibration, Forum et des radios locales Ado FM et Black Box.